# Niels Eje
Niels Eje (* 1954) je dánský hobojista a hudební skladatel. Narodil se v Kodani a v letech 1974 až 1979 studoval na hudební akademii Carla Nielsena. Později studoval u německého hobojisty Lothara Kocha. V letech 1979 až 1990 působil v Dánském národním symfonickém orchestru. Je zakladatelem kapely Trio Rococo. V roce 1998 založil mezioborový projekt Musica Humana Research. Rovněž hrál na „dánském“ albu amerického trumpetisty Milese Davise nazvaném Aura.